# Сумгаитский погром
Сумгаитский погром — беспорядки на этнической почве в городе Сумгаите Азербайджанской ССР 27—29 февраля 1988 года, сопровождавшиеся массовым насилием в отношении мирного армянского населения, грабежами, убийствами, поджогами и уничтожением имущества.
По выражению британского журналиста Тома де Ваала, выпустившего в 2005 году художественно-документальную книгу «Чёрный сад» об истории карабахского конфликта, эти события стали «первой в современной советской истории вспышкой массового насилия». 
Сумгаитский погром явился знаковым событием и поворотным пунктом в обострении межнационального конфликта в Закавказье, вызвавшим первые потоки армянских беженцев из Сумгаита в Степанакерт (НКАО) и Армению.
По официальным данным Генпрокуратуры СССР, в ходе беспорядков погибло 26 граждан армянской и 6 граждан азербайджанской национальности, более ста человек было ранено. По неофициальным же оценкам, число убитых армян исчисляется сотнями (подробно см. раздел «Число жертв»). В ходе операции по наведению порядка телесные повреждения различной степени тяжести получили 276 военнослужащих.
29 февраля 1988 на заседании Политбюро ЦК КПСС в Москве было официально признано, что массовые погромы и убийства в Сумгаите осуществлялись по национальному признаку.
Однако, как указывается в материалах Правозащитного центра «Мемориал», отсутствие своевременного расследования обстоятельств погромов, установления и наказания виновных привело к дальнейшей эскалации карабахского конфликта.

## Сумгаит
Сумгаит — новый промышленный центр в 25 км к северу от Баку — возник в 1949 году на месте небольшого селения в связи с развитием химической и металлургической промышленности в республике. Являлся вторым (после Баку) по промышленному значению городом Азербайджана.
Ведущие отрасли промышленности: химическая (завод синтетического каучука, производственное объединение «Сумгаитхимпром»); металлургическая (трубопрокатный и алюминиевый заводы); промышленность стройматериалов (комбинаты полимерных стройматериалов, домостроительный, заводы железобетонных изделий, оконного стекла); другие отрасли: машиностроение (завод компрессоров), лёгкая промышленность (фабрика верхнего трикотажа), энергетика (теплоэлектроцентраль, ТЭЦ).
В Сумгаите работал филиал Азербайджанского института нефти и химии, химико-технологический и политехнический техникумы, медицинское и музыкальное училища.
По словам Тома де Ваала:
первыми его жителями были самые низы советского общества — зэки — политические заключённые, выпущенные из сталинских лагерей; азербайджанцы, покинувшие Армению, куда стали в массовом порядке возвращаться армяне-репатрианты; а также обнищавшие армянские рабочие из Карабаха… Население стремительно росло, составив <к 1980-м годам> четверть миллиона человек, и в городе стала остро ощущаться нехватка жилья. Рабочие ютились в перенаселенных общежитиях. Городские химические предприятия были среди первых в Советском Союзе по уровню загрязнения окружающей среды. Детская смертность была столь высока, что в Сумгаите возникло даже специальное детское кладбище. Средний возраст горожан составлял двадцать пять лет, причём каждый пятый житель Сумгаита имел судимость (эти цифры привёл министр внутренних дел СССР Виктор Власов на заседании Политбюро 29 февраля 1988 г.)
Как пишет в своей книге «Мятежный Карабах» Виктор Кривопусков, в 1988 году — офицер Управления профилактической службы МВД СССР:
Из 250-тысячного городского населения около 18 тысяч были армяне. Строительству жилья, созданию соответствующей социальной сферы здесь внимания практически не уделялось. Десятки тысяч горожан жили в подвалах, в самовольно построенных и неприспособленных лачугах, в так называемом районе «Нахалстрой». Сумгаитские азербайджанцы являлись в основном выходцами из сельских районов, составляли наименее образованный и квалифицированный состав работающих, среди них была большая текучесть кадров, высокий уровень безработицы, правонарушений, пьянства, наркомании…
Распространение клеветнических слухов о том, что в Армении убивают и насилуют азербайджанцев, возбуждение ненависти к армянским землякам на фоне профессиональной и бытовой неустроенности и лишений, призывы освободить квартиры от армян и самим поселиться в них позволили организаторам легко спровоцировать определённую часть мусульманского населения города на погромы и убийства армян.

## Предшествовавшие события
Армяно-азербайджанский конфликт, имеющий давнюю историю и глубокие национальные и политические корни, обострился в феврале 1988 года, когда в НКАО и Армянской ССР прошли многолюдные митинги с требованием присоединения НКАО к Армянской ССР, а 20 февраля сессия областного Совета народных депутатов НКАО в Степанакерте приняла обращение к Верховным Советам Азербайджанской и Армянской ССР и СССР с просьбой о разрешении выхода НКАО из состава Азербайджана и присоединении к Армении.
Как отмечает в своей книге Том де Ваал, с первого же дня после того, как армянское большинство облсовета НКАО приняло решение об отделении Нагорного Карабаха, «началось медленное сползание к вооружённому конфликту. Уже начали циркулировать и подогревать страсти в обеих этнических общинах первые слухи об актах насилия» на национальной почве.
21 февраля азербайджанские радио и телевидение сообщили о том, что волнения в НКАО организованы экстремистскими группировками.
Внезапный взрыв митинговой активности и призывов к отделению от Азербайджана в преимущественно армянском Степанакерте привёл к ответной реакции азербайджанской общины, в первую очередь в соседнем Шушинском районе НКАО и азербайджанском городе Агдаме, расположенном у границ области. 22 февраля у армянского населённого пункта Аскеран на территории НКАО произошло столкновение с использованием огнестрельного оружия между многочисленной толпой азербайджанцев из Агдама, направлявшейся в Степанакерт для «наведения порядка», милицейско-войсковыми кордонами, выставленными на их пути, и местным населением. В результате столкновения погибли два азербайджанца (причём по крайней мере один из них — от руки милиционера-азербайджанца), 50 человек получили телесные повреждения. Более масштабное кровопролитие в этот раз удалось предотвратить.
Томас де Ваал приводит свидетельства двух человек, утверждающих, что видели в Баку азербайджанских беженцев из  Кафанского района Армении ещё в ноябре 1987 года и январе 1988 года. В то же время он пишет, что Арамаис Бабаян, в 1988 году второй секретарь Кафанского комитета КП Армении, говорил ему, что «не может припомнить ни одного случая, чтобы азербайджанцы покидали территорию района до февраля». 

Армянская сторона настаивает на том, что первые азербайджанские беженцы покинули Армению лишь в феврале 1988 г.
При этом, по словам Томаса де Ваала, Арамаис Бабаян подтвердил, что в одну из ночей в феврале 1988 года «две тысячи азербайджанцев» действительно покинули Кафанский район, но приписал причину этого массового исхода слухам и «провокациям». 

Клер Мессина, будучи представителем Международной организации по миграции и Управления Верховного комиссара ООН по делам беженцев, занималась исследованием вопросов миграции и беженцев в странах СНГ и Балтии. Согласно её исследованию, первые сообщения о беженцах на территории Советского Союза появились после Сумгаитского погрома февраля 1988, когда почти полмиллиона человек, в основном армяне, бежали в Армению, а азербайджанцы в Азербайджан. Арсен Мелик-Шахназаров ссылается на Константина Воеводского, одного из создателей «Санкт-Петербургского Комитета гуманитарной помощи Арцаху», согласно которому 200 азербайджанцев выехали из Кафана в Баку одним поездом в ночь с 26 на 27 февраля, объясняя свой отъезд уговорами родственников.
Согласно Кори Велту, прибыв в Азербайджан, беженцы рассказывали о предполагаемом насилии, пережитом ими в Капане. Одновременно в Сумгаите под видом «беженцев из Кафана» могли действовать и провокаторы. Зардушт Али-Заде, активный участник общественно-политической жизни в Азербайджане в 1988—1989 гг. и один из создателей Народного фронта Азербайджана, посетивший Сумгаит спустя десять дней после погрома, встречался с рабочими местного алюминиевого завода. По его словам, рабочие говорили «о странных, нездешнего вида молодых мужчинах, которые заводили толпу».
В частном определении судебной коллегии по уголовным делам Верховного Суда СССР от 18 ноября 1988 года также говорится: «распространились слухи о массовых убийствах азербайджанцев в Нагорном Карабахе, однако никаких мер по их опровержению не принималось».
Зардушт Али-Заде ссылается в своих мемуарах на свидетельство Фуада Мусаева, занимавшего в феврале 1988 года пост первого секретаря Бакинского горкома КП Азербайджана:

Я и Джахангир Муслимзаде, первый секретарь Сумгаитского горкома КПА, отдыхали в феврале в Железноводске. Из Баку пришла информация о необходимости прервать отпуск и вернуться в связи с напряжённой ситуацией. Муслимзаде отказался прервать отпуск. Я же 20 февраля вылетел в Баку и созвал совещание руководства всех одиннадцати районов города. После докладов я проанализировал ситуацию, и выяснилось следующее: с середины февраля в Баку начали прибывать сотни беженцев из Армении. Они размещались в посёлках Апшеронского полуострова, заселённых выходцами из Армении. Утром туда подавались автобусы, они направлялись в город, однако беженцы шли жаловаться не в ЦК, Совмин и другие инстанции, а в рабочие и студенческие общежития. Их рассказы о притеснениях и оскорблениях, чинимых им армянами в Армении, крайне возбуждали толпу. Автобусы организовывал Зохраб Мамедов, первый секретарь Апшеронского райкома АКП, сам выходец из Армении, из кадров Гейдара Алиева. Я понял, что дело идёт к погрому, приказал перекрыть все дороги к городу из этих поселков. Приказ был выполнен. Автобусы направились в Сумгаит, город химиков в 25 километрах от Баку. 26-го февраля там начался погром.
— 

Вот что пишет по этому поводу Томас де Ваал, также встречавшийся с Фуадом Мусаевым: 
20 февраля Мусаев был отозван из отпуска… Он вернулся в Баку и увидел, насколько напряжена обстановка в городе: «Кто-то явно провоцировал людей, пропаганда работала вовсю». В тот же вечер под нажимом Мусаева городской комитет партии принял решение об ограничении въезда в Баку. Были сформированы группы дружинников, которые патрулировали улицы, внимательно следя за ситуацией в армянском квартале. 
В Баку беду удалось отвести… Тем не менее, Мусаев лишь перенёс место взрыва в Сумгаит… В качестве меры предосторожности он запретил въезд в Баку тысячам рабочих, которые ежедневно приезжали сюда из Сумгаита, и разместил азербайджанских беженцев из Армении в двух деревнях Фатмаи и Сараи, в пригороде Сумгаита. И вот, когда Баку немного успокоился, забурлил Сумгаит.

Виктор Кривопусков об обстановке в городе непосредственно перед трагическими событиями: 
Хорошо помню, что при подготовке статьи в журнал «Сборник МВД СССР» я специально проанализировал сводки об оперативной обстановке в Сумгаите за 1987 и начало 1988 годов. Ничего примечательного. Накануне трагических событий она характеризовалась в основном криминально-бытовым содержанием. Сообщение из МВД Азербайджана о том, что в Сумгаите немногочисленный митинг, состоявшийся 26 февраля 1988 года на центральной площади им. Ленина по случаю Обращения Генерального секретаря ЦК КПСС М. С. Горбачёва к трудящимся, к народам Азербайджана и Армении в связи с событиями в Нагорном Карабахе и вокруг него, завершился в остром антиармянском настроении, озабоченности не вызвало ни на республиканском, ни на союзном уровне. Митинг был отнесён к разряду мероприятий со случайным завершением, не имевшим перспективных последствий. По крайней мере, я других резолюций руководства не нашёл.
Однако, продолжает автор, дальнейшее расследование событий показало, что организация и содержание митинга были не случайными. Прежде всего, в митинге принимали участие лишь представители азербайджанского населения. Во-вторых, в ходе этого мероприятия, формально организованного горкомом КПСС (митинг вела второй секретарь горкома Мелек Байрамова), прозвучали явные обвинения и угрозы в адрес армян за разрушение территориального единства Азербайджана, оглашались провокационные сообщения о притеснении азербайджанцев в Карабахе и Армении и даже о якобы уже имевших там место зверствах в отношении азербайджанцев. Среди участников митинга появились и так называемые «кафанские мученики», которые «подтверждали» факты зверств и наличия тысяч азербайджанских беженцев из Армении. Армяне обвинялись в том, что они живут в Сумгаите лучше многих азербайджанцев, имеют благоустроенные квартиры и дома, занимаются только интеллектуальным трудом. Прозвучал призыв «Смерть армянам!».

Зардушт Али-Заде утверждает, что «за день до погрома» Сумгаит посетили первый секретарь ЦК КП Азербайджана Кямран Багиров и председатель правительства Гасан Сейидов: 
Вечером они встретились с горожанами в большом клубе химиков. Зал засы́пал первых лиц вопросами и обвинениями. Обстановка накалилась настолько, что лидеры республики были вынуждены ретироваться через чёрный ход и убыть в Баку.

## Погром
На следующий день, 27 февраля, митинги продолжились. Содержание и настрой митинга в Сумгаите значительно отличался от в основном мирных демонстраций в Ереване и Степанакерте. По словам Виктора Кривопускова, МВД СССР в течение дня неоднократно получал оперативную информацию об осложнении межнациональной обстановки в Сумгаите, причём «по первым данным складывалось впечатление, что антиармянский митинг продолжился вроде бы стихийно, а без организационного начала горкома партии принял угрожающий уклон. Но потом прояснилось, что на той же площади Ленина собрались уже тысячи азербайджанцев, причём многие прибыли вполне организованно и с ведома руководства предприятий и учреждений».
С зажигательной речью перед собравшимися выступил азербайджанский поэт Хыдыр Аловлу. Многочисленные выступающие, среди которых были известные в городе люди, продолжали призывать к наказанию армян за Карабах, за азербайджанских «беженцев и мучеников из Кафана», требовать применения к армянам жёстких мер — «убивать и гнать их из Сумгаита, из Азербайджана вообще». В конце практически каждого выступления звучал призыв — «Смерть армянам!». Выступавшие пользовались мегафоном, так что их призывы разносились на прилегающие к площади улицы. Как пишет В. Кривопусков, «на митинге открыто формировалась атмосфера массового психоза и истерии, в которой люди должны были ощутить себя мстителями за якобы погибших соотечественников в Армении и Нагорном Карабахе. С трибун взывали к долгу мусульман сплотиться в войне с неверными. Страсти накалились до предела. Обстановка вышла из-под оперативного контроля».
Вечером 27 февраля заместитель Генерального прокурора СССР А. Ф. Катусев сообщил в программе Центрального телевидения, что 22 февраля в стычке близ Аскерана погибли два азербайджанца (по крайней мере один из них — от руки милиционера-азербайджанца). Это сообщение, с сознательным акцентированием национальности погибших, как утверждается, могло стать той искрой, которая вызвала взрыв готовящегося несколько месяцев
насилия в Сумгаите.
Вернувшийся накануне в город первый секретарь Сумгаитского горкома Джахангир Муслимзаде, по оценке В. Кривопускова, попытался «возглавить митинг, урезонить толпу, жаждущую мести армянам, и под флагом Азербайджанской ССР увести её с площади имени Ленина и за это время вернуть людей к здравому смыслу, проявлению интернациональных чувств и советского патриотизма». Том де Ваал ссылается на свидетельство очевидца, согласно которому Муслимзаде пытался заверить митингующих, что Карабах никогда не будет отдан армянам, — однако этих заверений уже было недостаточно для того, чтобы успокоить страсти. Тогда он предложил дать армянам возможность «свободно выехать из города, раз уж началась такая кровная вражда, раз пошли национальные вопросы, такая сила проснулась, то надо дать армянам свободно выехать из города».
Том де Ваал признаёт, что подробности произошедшего далее так и остались для него не вполне ясными, однако «около 18:30 Муслимзаде вышел к народу. В его руку вложили азербайджанский флаг, и он возглавил колонну демонстрантов. Партийный руководитель повёл толпу на запад, повернул на юг по улице Дружбы, а затем свернул на восток, в сторону моря. Позднее Муслимзаде говорил, что хотел увести толпу от центра города, к морю, чтобы избежать большой беды. Но получилось, наоборот — бесчинства начались именно в центре. Хвостовая часть колонны рассыпалась на отдельные группы, которые рассеялись по центральным кварталам города в поисках армян».
Зардушт Али-Заде также пытается оправдать партийного работника: «Утром Муслимзаде выступил на общегородском митинге, был окружён и отсечён от своей свиты. Ему дали в руки флаг АзССР, и он поневоле возглавил демонстрацию… От демонстрантов отделились группы людей и направились по заранее определённым адресам в квартиры армянских жителей города».
В. Кривопусков констатирует: «К вечеру 27 февраля трибунные выступления переросли в насильственные действия. Сотни сумгаитских азербайджанцев, распалённые митинговыми призывами, подогретые спиртными напитками, раздаваемыми бесплатно с грузовиков (следствием эти факты установлены), беспрепятственно приступили к погромам квартир армян, их массовым избиениям, убийствам, которые длились до поздней ночи. Государственные, партийные и правоохранительные органы города и республики на беспрецедентные беспорядки в городе не отреагировали. Сумгаит полностью перешёл во власть погромщиков».
По словам Тома де Ваала, «Советский Союз в мирное время никогда не переживал того, что произошло потом. Банды численностью от десяти до пятидесяти и более человек слонялись по городу, били стекла, поджигали автомобили, но главное — искали армян». Эпицентром массовых погромов стал квартал, прилегающий к городскому автовокзалу, который располагался на углу улиц Дружбы и Мира.
28 февраля, как сообщает В. Кривопусков, число погромщиков, воодушевлённых безнаказанностью, выросло ещё больше. Многие из них уже были вооружены металлическими прутьями, топорами, молотками, другими подручными средствами: «Погромщики, разбившись на группы по несколько десятков человек, врывались в армянские квартиры, намеченные заранее. Людей убивали в их же домах, но чаще выводили на улицы или во двор для публичного глумления над ними. Редко кому пришлось погибнуть сразу от удара топора или ножа. Большинство ждали мучительные издевательства. Избивали до потери сознания, обливали бензином и сжигали заживо. Нередки были случаи группового изнасилования женщин и девушек, часто насилие происходило на глазах близких, после чего их убивали. Не жалели ни стариков, ни детей».
В то время как милиция и органы власти фактически бездействовали, некоторые азербайджанцы пытались оказывать помощь армянам — своим соседям и товарищам по работе, спасая их от погромщиков.

Как пишет Том де Ваал, первыми советскими официальными лицами, которые отправились из Баку в Сумгаит вечером 28 февраля, были находившиеся в тот период в Азербайджане заместитель заведующего Отделом организационно-партийной работы ЦК КПСС Разумовского Григорий Харченко и первый заместитель председателя КГБ СССР генерал армии Филипп Бобков. Их глазам предстали разбитые витрины магазинов, остовы сгоревших троллейбусов и автомашин посреди улиц, толпы разъярённых людей. Вот что Харченко рассказывал де Ваалу: 
Контролировать ситуацию было невозможно, потому что весь город был охвачен паникой. Повсюду толпы азербайджанцев, из дворов раздаются крики о помощи. У нас была охрана, и нас провели в одно место… Я собственными глазами видел растерзанные трупы, одно тело было всё изрублено топором, ноги отрублены, руки, практически от тела ничего не осталось. Они собирали палую листву с земли, насыпали на трупы, потом сливали бензин из стоящих рядом машин и поджигали. Смотреть на эти трупы было страшно.
Бобков и Харченко сразу же поняли, что для восстановления порядка необходимо немедленно вводить в город войска. Однако лишь 29 февраля, с большим опозданием, в Сумгаит был переброшен самолётами полк внутренних войск МВД СССР и прибыли курсанты Бакинского общевойскового училища, сразу же столкнувшиеся с озлобленной толпой. Негативную роль сыграла в ходе этих событий нерешительность и политическая недальновидность высшего руководства страны. 18 июля 1988 г. на заседании Президиума Верховного Совета СССР М. С. Горбачёв, пытаясь снять с себя ответственность за сумгаитскую трагедию, заявил, что её не было бы, если бы войска не опоздали на три часа. На самом деле войска опоздали по меньшей мере на сутки — как сообщает Г. Харченко, к моменту его приезда в Сумгаит здесь уже погибло 15 человек.
Несмотря на ввод войск, убийства и погромы в некоторых районах продолжались, поскольку у войск не было боеприпасов и приказа на применение к погромщикам силы и оружия. На призывы пострадавших о вмешательстве офицеры и солдаты практически не реагировали. В итоге подразделения ВВ в целом ограничились мероприятиями по оцеплению очагов беспорядков, эвакуации пострадавших, охране мест сосредоточения беженцев, задержанию наиболее активных участников погромов. По словам Г. Харченко, «армянские семьи из 17-го квартала и из других мест пришлось свозить на центральную площадь возле Дворца культуры энергетиков, что напротив горисполкома. Мы организовывали там питание для сотен армянских семей, обеспечивали их безопасность».
Тем временем погромщики, видя бездействие войск, стали нападать на военнослужащих. Участники уличных беспорядков забрасывали их бутылками с зажигательной смесью и наносили стальными заточками колотые удары по ногам. По оперативным сводкам, всего в ходе подавления беспорядков пострадало более 270 военных.
Во второй половине дня 29 февраля состоялось заседание Политбюро ЦК КПСС, на котором был рассмотрен вопрос «О дополнительных мерах в связи с событиями в Азербайджанской и Армянской ССР». По настоятельной просьбе Г. П. Разумовского (представителя высшего руководства КПСС в Азербайджане) и министра обороны Д. Т. Язова было принято решение установить в Сумгаите комендантский час. Язов также предлагал «ввести хотя бы один парашютно-десантный батальон» в Сумгаит — а также «батальон милиции в Степанакерт, чтобы не было там этих сборищ».
После чего Министерство обороны СССР перебросило самолётами 3 тысячи военнослужащих ВВ МВД СССР
29 февраля в Сумгаит, для обеспечения порядка, в соответствии с принятым решением, в город были переброшены морские пехотинцы из состава Каспийской флотилии и десантники. 137-й парашютно-десантный полк (командир гвардии подполковник В. Хацкевич) 106-й воздушно-десантной дивизии высадился на аэродроме близ Баку, совершил марш в Сумгаит и сходу приступил к выполнению поставленной задачи. Было объявлено о введении комендантского часа с 23:00. После чего Министерство обороны СССР перебросило самолётами 3 тысячи военнослужащих ВВ МВД СССР. Военные получили приказ сохранять нейтралитет и воздержаться от применения оружия. Этим объяснялось, что часто в ответ на призывы о помощи советские военные отвечали, что им приказано не вмешиваться. Тем временем погромщики начали нападать и на армейские подразделения, в результате чего получили травмы и были ранены 140 военнослужащих. Лишь к вечеру армия приступила к решительным действиям, и погром затих. Военным комендантом города с полномочиями единоначального административного управления был назначен генерал-лейтенант В. С. Краев, первый заместитель начальника Главного штаба войск Южного направления. Решительные действия военных позволили положить конец насилию в городе. Том де Ваал рассказывает в своей книге, что в ходе операции по вытеснению разгорячённой толпы из автовокзала и прилегающей территории незадолго до начала комендантского часа несколько человек среди участников беспорядков были убиты.

## Реакция властей

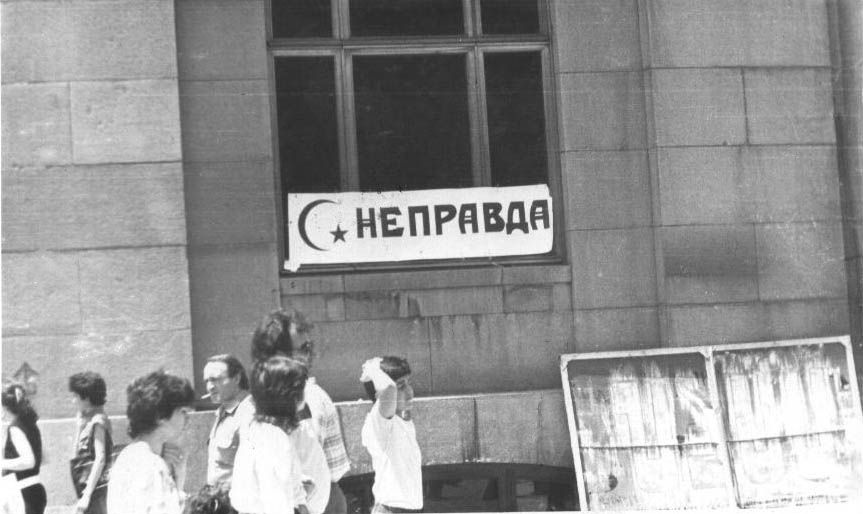
Плакат, осуждающий центральную прессу в лице газеты «Правда». Ереван, лето 1988

Первым побуждением высшего советского и партийного руководства было скрыть или смягчить характер и масштабы произошедшего. Всю неделю советские средства массовой информации сообщали о беспорядках в Израиле, Южной Африке и Панаме, но ни словом не обмолвились о событиях в Азербайджане. Вечером в воскресенье 28 февраля, когда в Сумгаите уже шли погромы, центральная советская программа новостей «Время» сообщила лишь, что армянские рабочие выступили с инициативой отработать сверхурочно простои, чтобы компенсировать производственные потери за время забастовки на предыдущей неделе. В мартовских сообщениях ТАСС сумгаитские события были представлены как некие нарушения общественного порядка, в ходе которых погибли люди различных национальностей (26 армян и 6 азербайджанцев). Органам печати настоятельно не рекомендовалось публиковать статьи о Сумгаите, а некоторые уже подготовленные к печати публикации были сняты.
Прокуратура СССР по событиям в городе Сумгаите возбудила уголовные дела. Объединённую следственную группу, в которую вошли сотрудники органов внутренних дел России и других союзных республик, возглавил следователь по особо важным делам Генеральной прокуратуры СССР В. С. Галкин.
По решению Генеральной Прокуратуры СССР, которое было согласовано с руководством страны, единого общего судебного процесса не проводилось; дело было разбито на 80 эпизодов и рассматривалось в судах различных городов. Первоначально было решено провести все процессы на территории РСФСР. Один процесс действительно прошёл в Москве (в Верховном суде СССР), три — в областных судах Волгограда, Воронежа и Куйбышева; все остальные дела, однако, прокуратура СССР направила в суды Азербайджана, и процессы по ним проходили в Баку и Сумгаите. Из огромного числа погромщиков к судебной ответственности привлекли 94 рядовых участника — преимущественно подростков и юношей. Около восьмидесяти человек было осуждено. Один из них, Ахмед Ахмедов, был приговорён к смертной казни.
Во всех случаях мотивами преступлений назывались «хулиганские побуждения». Такой подход исключил возможность выявления вдохновителей и организаторов массового насилия. К судебной ответственности не были привлечены подстрекатели из числа выступавших на митингах. Не рассматривалась ответственность должностных лиц партийных и правоохранительных органов Сумгаита за преступное бездействие. Прокуратура СССР отвергла наличие доказательств подготовки к резне. Государственный обвинитель В. Д. Козловский заявил, что наравне с армянами в Сумгаите пострадали и представители других национальностей. Обращения в ЦК КПСС с призывами провести объективное расследование сумгаитской резни не получили ответа.
В средствах массовой информации были упомянуты лишь два первых процесса, остальные же прошли незамеченными. Как пишет Том де Ваал, «к концу 1988 года, когда состоялись эти суды, атмосфера в Азербайджане изменилась так радикально, что некоторые экстремистски настроенные участники демонстраций в Баку даже несли транспаранты, прославляющие „героев Сумгаита“».

## Число жертв
По официальным данным генеральной прокуратуры СССР, в ходе беспорядков погибло 32 человека, 26 армян и 6 азербайджанцев, причём последние, возможно, были бунтовщиками, убитыми советскими военными. Французский историк Клод Мутафян называет официальное число погибших в 32 человека «издевательским преуменьшением».
В опубликованной в Армении на следующий год после погрома первой книге о сумгаитских событиях к официальному списку армянских жертв было добавлено всего три фамилии — по-видимому, это были жертвы бесчинств, скончавшиеся позднее, или тела, не попавшие в бакинский морг. Искажение информации о произошедшем со стороны советского руководства и СМИ, а также то, что полный список жертв так и не был опубликован, породило у армян подозрения, что пострадавших на самом деле было куда больше.
В своей статье от 6 сентября 1989 года в The Washington Post американский журналист Дэвид Ремник отмечал, что в армянской общественности распространено мнение, что в ходе погромов погибло по меньшей мере 200 армян. Армянский писатель Серо Ханзадян утверждал, что жертвами погромов стали 450 армян.
Британский историк Кристофер Уолкер указывает, что официальное число погибших в 32 человека широко непризнанно, и что доступ к свидетельствам о смерти показал значительно большую цифру. Американский историк Питер Кенез оценивает число армянских жертв в 90 человек убитыми и сотни ранеными, другой американский историк Джордж Бурнутян отмечает, что были убиты, изнасилованы, искалечены и сожжены заживо сотни армян, а их имущество было уничтожено. Британский историк Джеффри Хоскинг указывает, что число убитых армян, возможно, исчислялось сотнями.

## Версии
Как пишут в своём исследовании «Азербайджанская революция» Д. Фурман и А. Абасов, 
Сумгаит — первое из серии страшных событий современной азербайджанской истории, разобраться в которой практически невозможно, ибо в пронизанном неформальными «мафиозными» связями и коррупцией обществе политика в громадной мере реально делается тайными силами, сговорами и провокациями и ещё больше — интерпретируется через тайные силы, сговоры и провокации. Если добавить к этому стремление Москвы замолчать сумгаитские события, чтобы «успокоить» общество, стремление армян максимально их раздуть, изобразив продолжением геноцида 1915 года, а азербайджанцев — свалить всё на армянскую провокацию, раздув таинственную роль одного из самых активных погромщиков — сумгаитского рабочего-уголовника Э. Григоряна, мы должны будем признать, что правдивая картина сумгаитских событий вряд ли когда-нибудь будет восстановлена. Но ясно, что в Сумгаите взорвалась (сама ли взорвалась, или кто-то бросил спичку) горючая масса недавно прибывших из деревни и образовавших низы городского общества носителей традиционалистского сознания, приобретающего в городских условиях специфически люмпенски-криминальный оттенок…
По версии, впервые высказанной З. Буниятовым в статье «Почему Сумгаит», сумгаитские погромы были организованы «армянскими националистами», чтобы дискредитировать азербайджанцев. По Буниятову, армянские заговорщики якобы загодя установили скрытые камеры в местах будущих погромов, и отснятая плёнка незамедлительно распространялась по информационным агентствам всего мира. В 1990-х годах эта версия получила развитие в азербайджанской кинотрилогии «Эхо Сумгаита», в которой её автор, кинорежиссёр Давуд Иманов, представил Сумгаит как арену международного заговора против Азербайджана, подготовленного ЦРУ совместно с русскими и армянами с целью развала Советского Союза.
Версии Буниятова и Иманова базируются на одних и тех же разрозненных и не связанных друг с другом фактах. Один из таких фактов состоял в том, что накануне событий сумгаитские армяне сняли со своих счетов в местном сберегательном банке около миллиона рублей. Другой факт — это участие в погромах армянина, некоего Эдуарда Григоряна. Как пишет Том де Ваал, в Азербайджане расцвела целая мифология, связанная с «этим армянином», который якобы стоял за всеми сумгаитскими погромами. Уроженец Сумгаита, он после смерти отца-армянина, воспитывался матерью-русской. У него было три судимости. Судя по одной версии, во время беспорядков Григорян подстрекал других к бесчинствам, а по другой версии, Григоряна принудили примкнуть к погромщикам его фабричные приятели-азербайджанцы. Существовали также версии, будто сумгаитские погромы были инициированы КГБ с целью напугать армян и заставить их отказаться от политических протестов. По другой версии резня в Сумгаите была организована для того, чтобы дискредитировать Горбачёва и его перестройку.
Джордж Сорос в статье, опубликованной в 1989 году, предположил, что к армянским погромам имела отношение местная мафия, руководимая бывшим главой КГБ республики Гейдаром Алиевым, который в 1987—1990 годах находился на пенсии.
Версия аргументируется следующим образом. В город заблаговременно якобы были завезены булыжники, местные функционеры составили списки армян, присутствующие на митинге 27-го февраля, прибыли на площадь по указанию руководителей предприятий и учреждений, толпе бесплатно раздавали водку и наркотики. На промышленных предприятиях заранее было изготовлено холодное оружие (заточенные арматурные прутья, пики, ножи и т. п.). В ряде районов были отключены телефоны. Партийные и советские органы власти бездействовали, сумгаитская милиция в ряде случаев содействовала погромщикам. Однако в ходе проверки Генеральной Прокуратурой СССР, проведённой по указанным фактам, данная информация подтверждения не нашла.

## Последствия

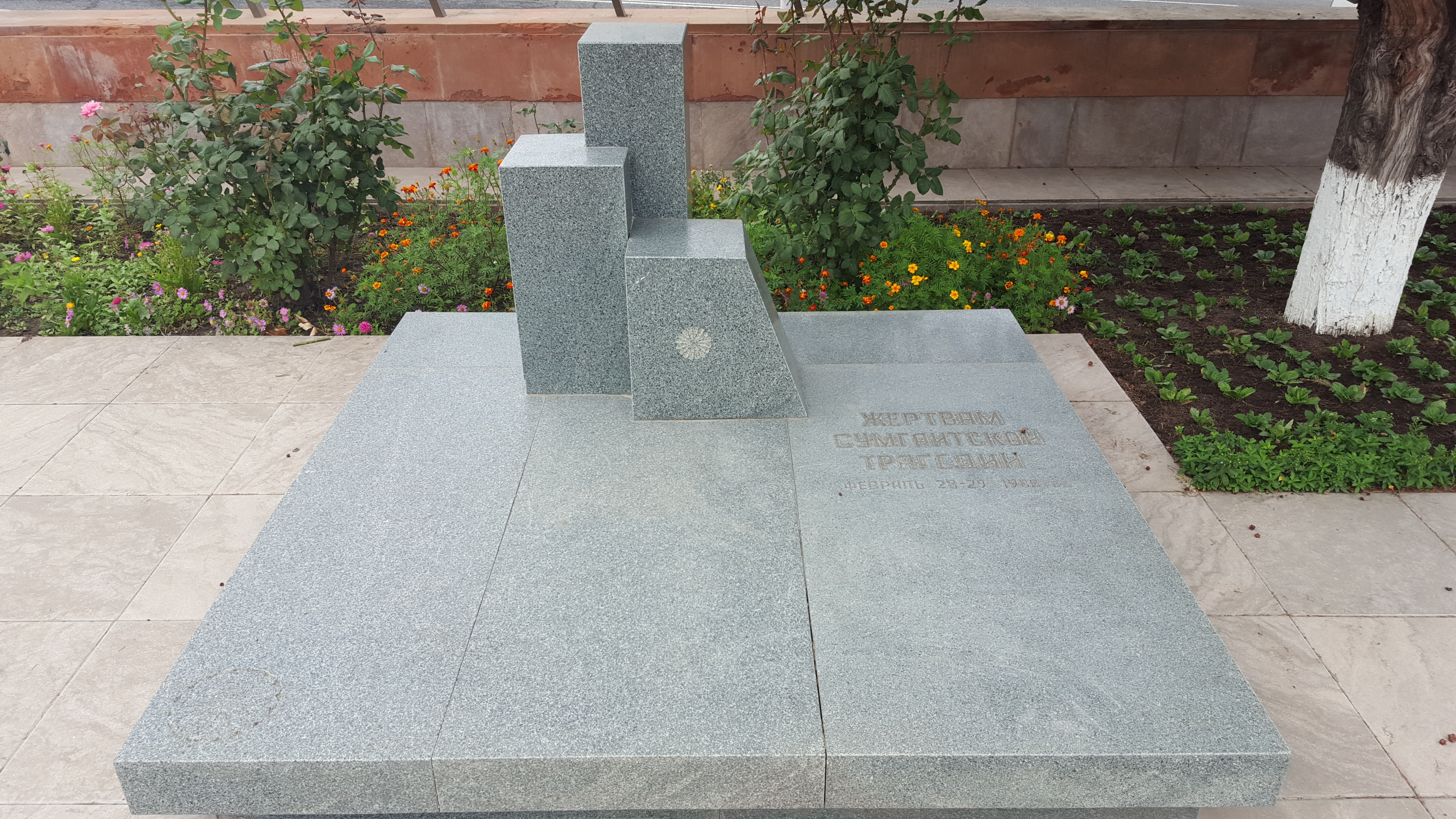
Памятник жертвам Сумгаитской трагедии в г. Степанакерт

Как подчёркивал публицист Самвел Шахмурадян, составитель сборника «Сумгаитская трагедия в свидетельствах очевидцев», итогом массовых беспрепятственных погромов армянского населения, продолжавшихся три дня, стали десятки убитых, значительная часть из которых — заживо сожжённые после избиений и пыток, сотни раненых, многие из которых стали инвалидами, изнасилованные, среди которых несовершеннолетние девочки, свыше двухсот разгромленных квартир, десятки сожжённых или разбитых автомобилей, десятки разгромленных мастерских, магазинов, киосков и других объектов общественного назначения, тысячи беженцев.
Существуют свидетельства того, что разгулу насилия в Сумгаите способствовало сознательное бездействие местных правоохранительных органов и центрального государственного и партийного руководства СССР или неспособность своевременно вмешаться в развитие событий. Отмечается также, что отсутствие всестороннего и полного расследования причин и обстоятельств погромов, установления и наказания провокаторов и непосредственных участников преступлений, несомненно, привело в дальнейшем к эскалации конфликта. Как пишет Сванте Корнелл,

«После Сумгаита стало ясно, что пути назад уже нет, тем более, что советские власти проявляли крайнюю нерешительность и колебания. Для армян Сумгаит стал напоминанием о резне в годы Первой мировой войны, а азербайджанцы в их сознании отождествлялись с оттоманскими войсками. И до Сумгаита армяне изгоняли азербайджанцев из Армении, но теперь они стали изгонять их систематически и целенаправленно, в том числе и из районов Арарата и Зангезура, где азербайджанцы жили компактной группой».

По словам бывшего президента непризнанной Нагорно-Карабахской Республики Аркадия Гукасяна, Сумгаит сделал военный конфликт с Азербайджаном неизбежным.
Сумгаитские события, по свидетельству российского политолога С. М. Маркедонова, «радикально изменили умонастроения жителей Армении…, вызвали кризис доверия к центральной власти. В требованиях и лозунгах армянских объединений стали звучать критические по отношению к КПСС мотивы». Как отмечает А. Зверев, «неспособность центральных властей применить силу для защиты гражданских лиц имела серьезные последствия для дальнейшего развития этнических конфликтов на Кавказе и в Средней Азии: создав впечатление, что насилие себя оправдывает, она сформировала условия для повторения бесчинств. Стало ясно, что любое изгнание национального меньшинства с мест своего проживания под угрозой террора останется безнаказанным».
27 июля 1990 года в газете «The New York Times» было опубликовано «Открытое письмо к мировой общественности», под которым поставили свои подписи 133 известных правозащитника, ученых и общественных деятелей из Европы, Канады и США. В письме проводилась параллель с геноцидом армян, выражался протест против погромов армян на территории Азербайджанской ССР, содержалось требование немедленного их предотвращения и осуждение блокады Армении со стороны Азербайджана.